# Isolobodon montanus
Хутія гірська (лат. Isolobodon montanus) — вид гризунів підродини хутієвих. Мешкав у гористих місцевостях острова Гаїті. Вимер після прибуття європейських поселенців, ймовірно, не витримавши конкуренції з пацюками.